# (33264) Maryrogers
1998 HM56 (asteroide 33264) é um asteroide da cintura principal. Possui uma excentricidade de 0.12254180 e uma inclinação de 2.29388º.
Este asteroide foi descoberto no dia 21 de abril de 1998 por LINEAR em Socorro.